# ZA-605
La ZA-605 (antigua C-519) es una carretera autonómica de Castilla y León (España), cuyo recorrido transcurre por la provincia de Zamora.

## Características

Cajetín de la vía

Parte de la CL-602, en las cercanías de Toro, pasa por las localidades de Villabuena del Puente, La Bóveda de Toro, Guarrate y Fuentesaúco, para llegar al límite de la provincia de Salamanca, donde como SA-605 va camino de Salamanca.
Tiene una longitud total de 37,600 km.